# 馬化龍
馬化龍（1810年—1871年），經名拖必爾圖拉，道號賽義德·束海達依（意為殉道者的領袖）。寧夏府寧靈廳金積堡（今寧夏吳忠）人。清代同治陕甘回变的主要领导人。

## 生平
馬化龍早年为阿訇，人称十三太爷，为哲赫林耶大教主，曾经捐官为千总，和弟弟务农经商成为大地主兼商人。同治元年（1862年）舉兵于寧夏金積堡（今屬寧夏吳忠市），杀宁夏道台侯云登、知府吕际韶、知县赵长庚等。1863年十月，馬化龍的回軍進攻靈州城（今寧夏靈武），有城內回民作內應而攻陷靈州城，「屠戮二萬餘人」。地方知府、县令全部被灭门。
马化龙在1866年向清朝請降，並改名馬朝清以示忠於清朝，另一方面仍然保留武裝，繼續經營以金積堡為中心的地盤，修建堡寨，並援助其他回軍。清廷任命左宗棠為钦差大臣督辦陝甘軍務，1869年派刘松山部从陕北绥德进攻花马池（今盐池），接近金積堡。馬化龍面對清軍逼近金積堡，又重新反叛。
1869年九月，馬化龍的回軍在靈州再次屠殺漢民十餘萬人，而漢民的財產及婦女被回軍據為己有。1870年正月，劉松山戰死。左宗棠以刘松山之侄刘锦棠统刘松山部，繼續猛攻金積堡，馬化龍糧盡援絕，於同治九年十一月十六日（1871年1月6日）乞降。清軍其後從堡內搜出匿藏一千二百餘支俄製槍械。
同治十年（1871年）正月十三日，馬化龍與其子馬耀邦以「私藏武器」和「勾結外國」罪名被凌迟於吳忠四旗梁子。其一家八門三百零二人不分男女老幼皆凌遲處死。